# Kate Wilhelm
Kate Wilhelm, născută Katie Gertrude Meredith (n. 8 iunie 1928, Toledo, Ohio, SUA – d. 8 martie 2018, Eugene, Oregon, SUA), a fost o scriitoare americană, ale cărei opere includ science fiction, fantasy și cărți polițiste.

## Cariera
Kate Wilhelm s-a născut în Toledo, Ohio.
Opera sa a fost publicată în seriile de antologii Quark, Orbit, precum și în revistele Magazine of Fantasy and Science Fiction, Locus, Amazing Stories, Asimov's Science Fiction, Ellery Queen's Mystery Magazine, Fantastic, Omni, Alfred Hitchcock's Mystery Magazine și Cosmopolitan, ca și în numeroase alte locuri.
Împreună cu al doilea soț, Damon Knight, au crescut multe generații de autori și au ajutat la realizarea atelierelor de lucru Clarion Writers Workshop și Milford Writer's Workshop. 
De la moartea lui Damon Knight din 2002, Wilhelm a continuat să țină ateliere de lucru lunare și ședințe de lectură la diferite evenimente.
Din 2007, Kate Wilhelm locuiește în Eugene, Oregon.
În 2009, a primit unul dintre primele trei premii Solstice, acordat de SFWA ca recunoaștere a contribuției ei în domeniul science fictionului.

## Recunoaștere
Science Fiction and Fantasy Hall of Fame a inclus-o pe Wilhelm în 2003 în a opta clasă conținând doi scriitori decedați și doi în viață.
În 2009 a primit unul dintre cele trei premii inaugurale Solstice din partea Science Fiction and Fantasy Writers of America (societate fondată de Knight în 1965), ca recunoaștere a „impactului semnificativ asupra mediului science fiction și fantasy”.
Ea a mai fost recompensată și cu alte premii pentru unele dintre operele sale:
- premiul Nebula pentru "Cea mai bună povestire" (1968) - "The Planners"[15]
- premiul Hugo pentru "Cel mai bun roman" (1977) - Where Late the Sweet Birds Sang
- premiul Nebula pentru "Cea mai bună nuveletă" (1986) - "The Girl Who Fell into the Sky"[15]
- premiul Nebula pentru "Cea mai bună povestire" (1987) - "Forever Yours, Anna"[15]
- premiul Hugo și premiul Locus în 2006 pentru Storyteller: Writing Lessons and More from 27 Years of the Clarion Writers' Workshop (Small Beer Press, 2005; ISBN 0-7394-5613-X)[13]

Romanul care a câștigat premiile Hugo și Locus, Unde, cândva, suave păsări cântătoare..., a fost și finalist al premiului Nebula, câștigător al premiului Jupiter și s-a clasat pe locul al treilea în competiția pentru decernarea premiului memorial John W. Campbell.

## Opera

### Romanele Barbara Holloway
Barbara Holloway este avocat în Eugene, Oregon. Ea este inteligentă, curajoasă și plină de compasiune. Împreună cu tatăl său, Frank Holloway, un avocat în pragul pensionării, și o serie de personaje, domnișoara Holloway descoperă adevărul și luptă pentru dreptate. Aceste enigme combină literatura despre detectivi cu intriga de curte.
- Death Qualified: A Mystery of Chaos (1991)
- The Best Defense (1994)
- For the Defense - cunoscută și ca Malice Prepense (1996)
- Defense for the Devil (1999)
- No Defense (2000)
- Desperate Measures (2001)
- Clear and Convincing Proof (2003)
- The Unbidden Truth (2004)
- Sleight Of Hand (2006)
- A Wrongful Death (2007)
- Cold Case (2008)
- Heaven Is High (2011)
- By Stone, By Blade, By Fire (2012)

### Romanele și povestirile cu Constance și Charlie
- The Hamlet Trap (1987)
- The Dark Door (1988)
- Smart House (1989)
- Sweet, Sweet Poison (1990)
- Seven Kinds of Death (1992)
- A Flush of Shadows (1995)
- The Casebook of Constance and Charlie volumele 1 și 2 (1999)
- Whisper Her Name (2012)

### Alte romane
- More Bitter Than Death (1962)
- The Clone (1965) - cu Theodore L. Thomas
- Andover and the Android (1966)
- The Nevermore Affair (1966)
- The Killer Thing (1967)
- Let the Fire Fall (1969)
- The Year of the Cloud (1970) - cu Theodore L. Thomas
- Margaret and I (1971)
- City of Cain (1974)
- The Clewiston Test (1976)
- Where Late the Sweet Birds Sang (1976)

ro. Unde, cândva, suave păsări cântătoare... - editura Pygmalion 1994
- Fault Lines (1977)
- Juniper Time (1979)
- A Sense of Shadow (1981)
- The Winter Beach (1981)
- Oh, Susannah! (1982) [16]
- Welcome, Chaos (1983)
- Huysman's Pets (1985)
- Crazy Time (1988)
- Cambio Bay (1990)
- Naming the Flowers (1992)
- Justice for Some (1993)
- The Good Children (1998)
- The Deepest Water (2000)
- Skeletons: A Novel of Suspense (2002)
- The Price of Silence (2005)
- Death of an Artist (2012)

### Culegeri de povestiri
- The Mile-Long Spaceship (1963)
- The Downstairs Room and Other Speculative Fiction (1968)
- Abyss: Two Novellas (1971)
- The Infinity Box: A Collection of Speculative Fiction (1975)
- Somerset Dreams and Other Fictions (1978)
- Better Than One (1980) - cu Damon Knight
- Listen, Listen (1981)
- Children of the Wind: Five Novellas (1989)
- State of Grace (1991)
- And the Angels Sing (1992)

### Non-ficțiune
- The Works of Kate Wilhelm (1983)
- The Hills are Dancing (1986) - cu Richard Wilhelm
- Storyteller: Writing Lessons and More from 27 Years of the Clarion Writers Workshop (2005)

### Poeme
- Alternatives (1980)
- Four Seasons (1980)
- No One Listens (1980)
- The Eagle (1980)

### Editor
- Clarion SF - colectie de 15 povestiri de autori ca Damon Knight, Robert Crais, Vonda N. McIntyre etc.